# Rondin de bois
Pour les articles homonymes, voir Rondin et Billot.

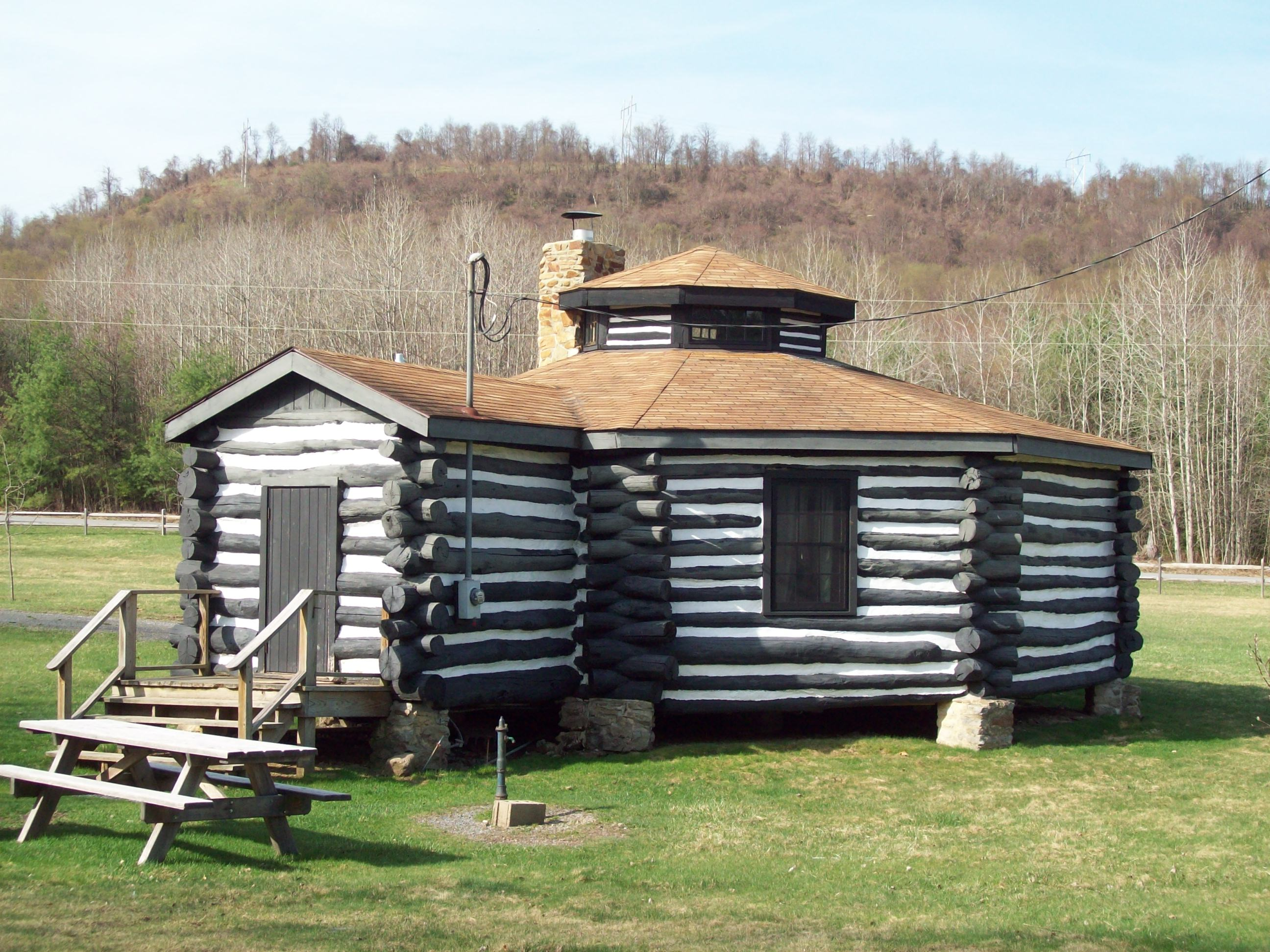
L'Octagonal Lodge, construction en rondins de bois en Pennsylvanie, aux États-Unis.

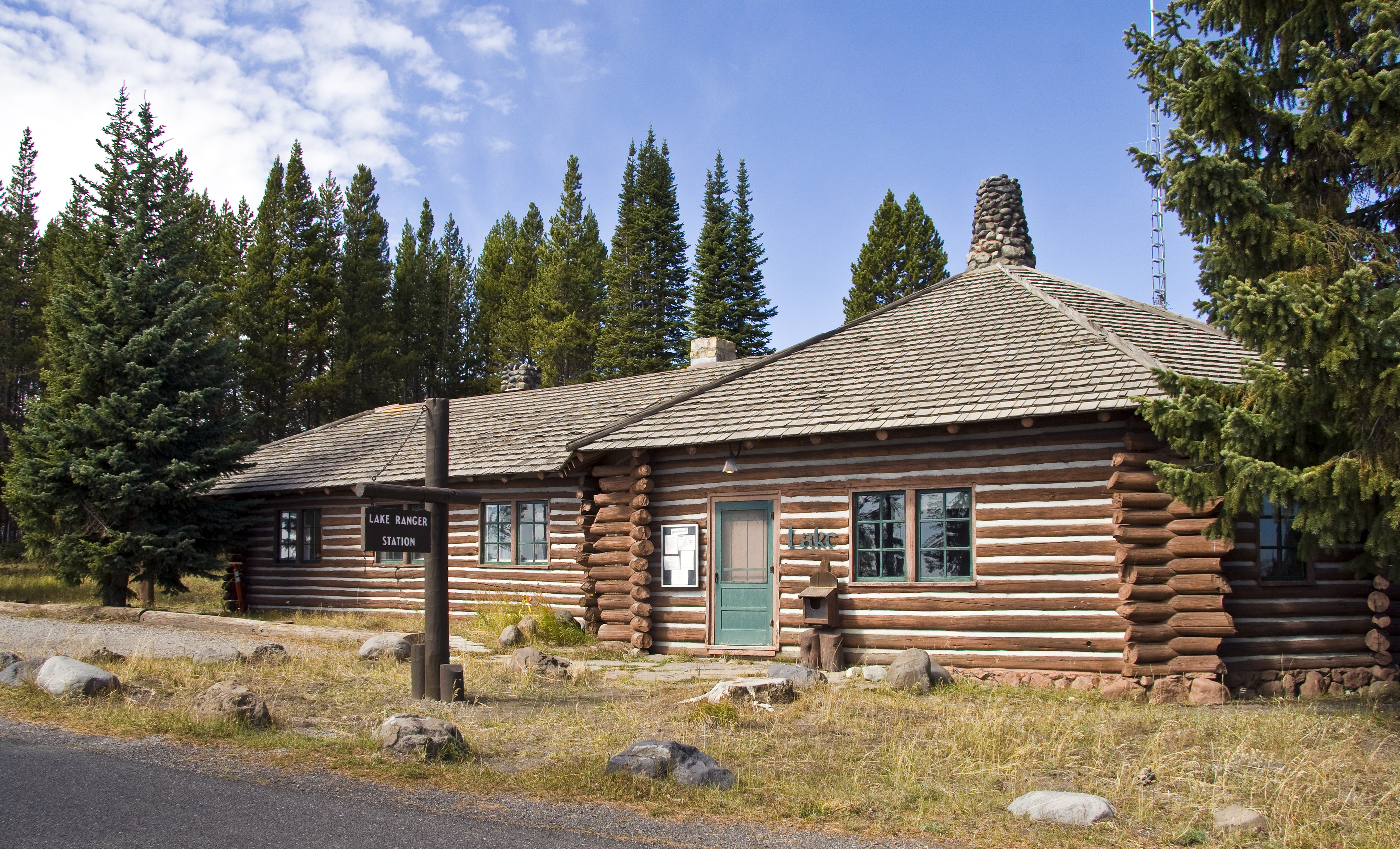
La Lake Ranger Station, au bord du Lac Yellowstone aux États-Unis, construite dans le style rustique du National Park Service, lequel fait fréquemment appel à l'utilisation de rondins de bois pour la construction.

Le rondin de bois, aussi appelé billon ou billot au Canada, est un tronçon de branche d'arbre brut (avec écorce) ou écorcé, à l'origine de section ronde (s'opposant à bois refendu) mais pouvant adopter une section différente lorsqu'il est fendu (terminologie abusive de « rondin fendu »).
Des expériences faites sur les bois en grume écorcés et équarris ont prouvé que les rondins écorcés se fendent plus que les bois en grume et équarris; que les bois en grume sont ceux qui se fendent le moins et que les bois équarris se fendent moins que les bois écorcés. Ces différences s'expliquent facilement par l'évaporation plus rapide dans les bois écorcés, la contraction doit s'opérer dans les couches extérieures avant celles des couches intérieures, c'est ce qui produit les fentes. Dans les bois équarris la densité est moins inégale que dans les bois écorcés puisque dans l'équarrissage on en retranche l'aubier, et beaucoup de jeune bois, aussi se fendent-ils moins. Enfin le bois en grume se fend moins que les deux autres parce que le dessèchement se fait lentement et que l'écorce étant une matière spongieuse qui se charge de l'humidité de l'air, l'évaporation est plus uniforme.
Le rondins de bois forment le matériau de base de la construction en rondins empilés, typique des pays occupés par la forêt boréale, les pays d'Europe du Nord jusqu'au Canada en passant par la Russie, pays où les conifères droits et hauts, tels que le pin et l'épinette, sont abondamment disponibles.